# (7790) Miselli
(7790) Miselli est un astéroïde de la ceinture principale.

## Description
(7790) Miselli est un astéroïde de la ceinture principale. Il fut découvert le 28 février 1995 à Stroncone par l'Observatoire astronomique Santa Lucia de Stroncone. Il présente une orbite caractérisée par un demi-grand axe de 3,14 UA, une excentricité de 0,09 et une inclinaison de 7,2° par rapport à l'écliptique.

## Compléments